# John Shaw Lefevre
Pour les articles homonymes, voir Shaw-Lefevre.
John George Shaw Lefevre (24 janvier 1797 – 20 août 1879) est un avocat britannique, homme politique whig et un fonctionnaire.

## Biographie
Il est le fils de Charles Shaw Lefevre et de son épouse Helen, fille de John Lefevre. Charles Shaw-Lefevre, 1er vicomte Eversley, est son frère aîné. Il fait ses études au Trinity College de Cambridge, où il est Senior Wrangler en 1818, et est appelé au barreau, à Inner Temple. Il est élu membre de la Royal Society en 1820 .
Il est élu au Parlement pour Petersfield en décembre 1832, mais est destitué sur pétition en mars 1833. Il sert sous Lord Grey en tant que sous-secrétaire d'État à la Guerre et aux Colonies en 1834. La dernière année, Shaw Lefevre est nommé commissaire aux lois sur les pauvres après l'adoption de la New Poor Law, et reste en poste jusqu'en 1841. Entre 1856 et 1875, il est greffier des parlements. Il aide également à fonder l'Université de Londres et en est le vice-chancelier pendant de nombreuses années. Il est fait KCB en 1857 pour ses services publics.
Shaw Lefevre épouse Rachel Emily, fille d'Ichabod Wright, en 1824. Ils ont un fils survivant, George Shaw Lefevre (1er baron Eversley), qui est devenu un homme politique de premier plan et est anobli en tant que baron Eversley, et cinq filles. L'une de ses filles, Madeleine Shaw Lefevre, est la première principale de Somerville Hall ; une autre fille, Rachel, épouse Arthur Hamilton-Gordon, fils du Premier ministre le 4e comte d'Aberdeen.
Shaw Lefevre meurt en août 1879, à l'âge de 82 ans. Sa femme meurt en février 1885.
La péninsule de Lefevre, en Australie-Méridionale, est nommée par le gouverneur John Hindmarsh le 3 juin 1837 en l'honneur de Shaw Lefevre, qui est l'un des commissaires à la colonisation de l'Australie-Méridionale.